# Ozarba rectifascia
Ozarba rectifascia är en fjärilsart som beskrevs av George Francis Hampson 1904. Ozarba rectifascia ingår i släktet Ozarba och familjen nattflyn. Inga underarter finns listade i Catalogue of Life.